# Corinne Barker

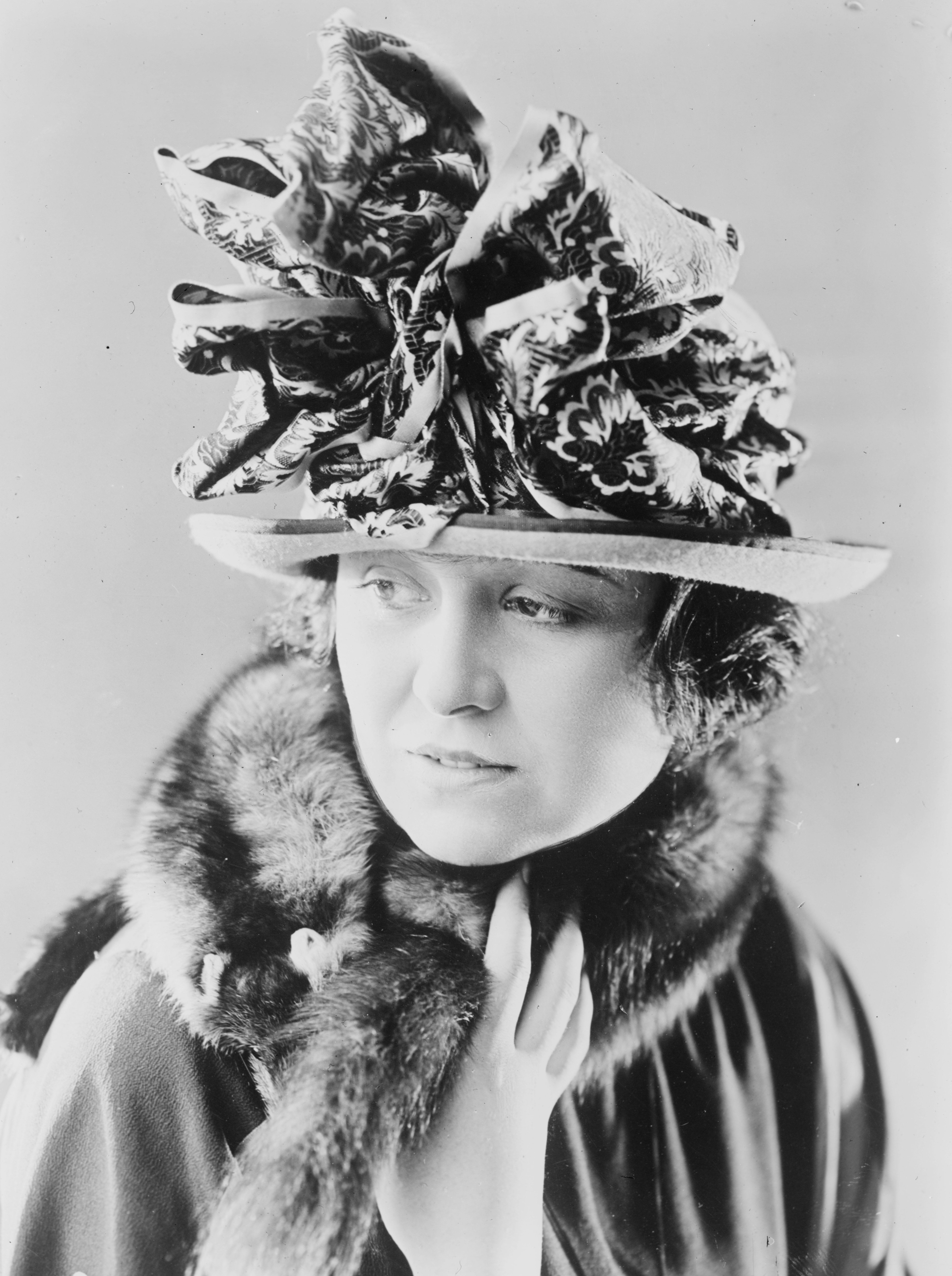
Corinne Barker, Fotografie von 1921

Corinne Barker (geb. Riely; 5. Juni 1890 – 6. August 1928) war eine amerikanische Schauspielerin und Kostümbildnerin, die während der Stummfilmzeit vor allem durch ihre Rollen in mehreren Vitagraph-Filmen bekannt wurde. Sie trat auch in mehreren Broadway-Produktionen sowie in zwei Filmen mit Marion Davies auf: The Restless Sex (1920) und Enchantment (1921). Nachdem sie in den 1920er Jahren zum Theater gewechselt war, begann Barker als Kostümbildnerin in Manhattan unter Vincent Youmans zu arbeiten. Nach ihrer Rückkehr aus Europa in die Vereinigten Staaten im Juli 1928 erkrankte Barker an einer Bauchfellentzündung durch eine Lebensmittelvergiftung, an der sie am 6. August 1928 starb.

## Leben und Karriere

### Frühes Leben
Barker wurde als Corinne Riely am 5. Juni 1890 in Salem, Oregon, (a) als Tochter von Charles Strang und Amelia (geb. Savage) Riely geboren. Sie besuchte die Academy of the Sacred Heart in Salem. Ihr Vater stammte ebenfalls aus Salem und war dort und in Portland, Oregon, ein bekannter Geschäftsmann.

### Film- und Theaterkarriere

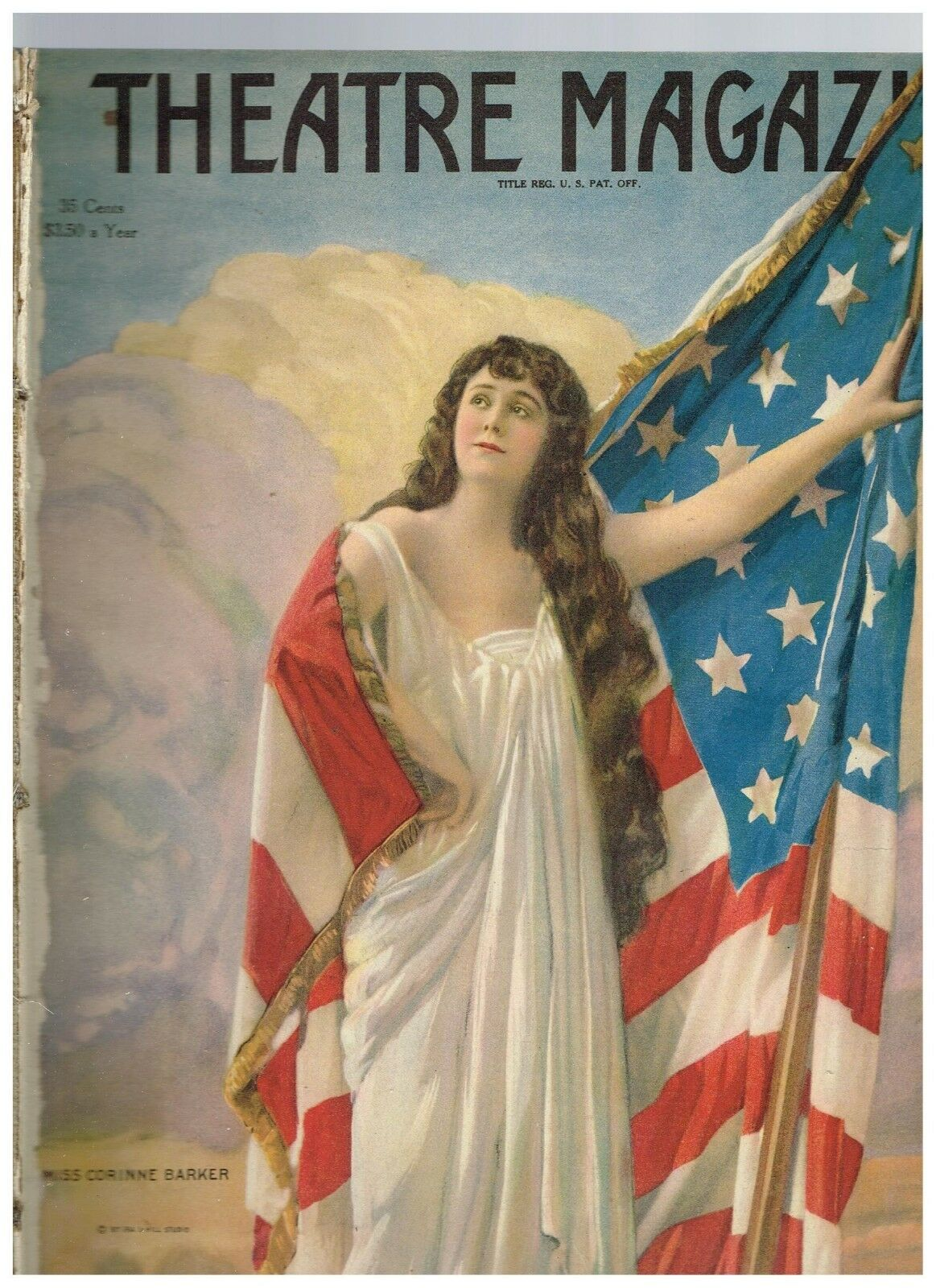
Corinne Barker als Darstellerin auf der Titelseite eines Theatermagazins, 1918

In den frühen 1900er Jahren begann sie, in Theaterproduktionen in Portland mitzuwirken. 1910 zog sie von Portland nach New York City, wo sie in einer Bühnenproduktion von The Crinoline Girl mit Julian Eltinge auftrat. Sie heiratete William Barker in Portland einige Zeit vor 1916.
Barker begann 1918 in Filmen aufzutreten und debütierte in Money Mad. Ihr zweiter Filmauftritt in Peck's Bad Girl (1918) wurde von Variety gelobt, die feststellte: "Corinne Barker als die gerissene Hortense hätte nicht besser besetzt werden können" 1919 trat sie in einer Handvoll Spielfilmen auf, darunter One Week of Life, The Peace of Roaring River und The Climbers, letzterer mit Corinne Griffith in der Hauptrolle. Anschließend spielte sie eine Nebenrolle an der Seite von Marion Davies in dem Drama The Restless Sex (1920). Im Juli 1920 heiratete Barker in New York City den Schauspieler Hobart Henley, danach trat sie in Why Girls Leave Home (1921), und Enchantment (ebenfalls 1921) auf, letzterer ebenfalls mit Davies in der Hauptrolle.
In New York arbeitete Barker sowohl als Theaterschauspielerin als auch als Kostümbildnerin und entwarf 1926 die Kostüme für eine Broadway-Produktion von No, No, Nanette. Ende 1927 begann sie, Kostüme für die Bühnenproduktionen von Vincent Youmans zu entwerfen. Sie wohnte in der Upper West Side in der 78th Street mit ihrem Ehemann Henley und ihrer Mutter.

### Tod
Barker wurde am 19. Juli 1928, kurz nach ihrer Rückkehr aus Europa in die Vereinigten Staaten, mit einer Bauchfellentzündung in das Mount Sinai Hospital in Manhattan eingeliefert. Am 27. Juli wurde berichtet, dass ihr Zustand von einer Lebensmittelvergiftung herrührte und sie sich in einem "ernsten Zustand" befand. Barker starb etwas mehr als eine Woche später am 6. August 1928.
Ihre Trauerfeier fand in der Church of Transfiguration in Manhattan statt. Barker liegt auf dem River View Cemetery in Portland, Oregon, begraben.

## Filmografie
| Jahr | Titel                      | Rolle                 | V  |
| ---- | -------------------------- | --------------------- | -- |
| 1918 | Money Mad                  | Fanette               | Ja |
| 1918 | Pecks Bad Girl             | Hortense Martinot     | Ja |
| 1919 | One Week of Life           | Lola Canby            | Ja |
| 1919 | The Peace of Roaring River | Sophy McGurn          | Ja |
| 1919 | The Climbers               | Julia Godesby         |    |
| 1919 | The Golden Shower          | Gaby                  | Ja |
| 1919 | The Broken Melody          | Mrs. Drexel Trask     | Ja |
| 1920 | The Silent Barrier         | Millicent Jacques     | Ja |
| 1920 | The Restless Sex           | Helen West            |    |
| 1921 | Why Girls leave Home       | Ethel, ein Goldgräber | Ja |
| 1921 | Enchantment                | Nalia McNabe          |    |

## Bühnenauszeichnungen
| Jahr      | Titel             | Theater                  |
| --------- | ----------------- | ------------------------ |
| 1915–1916 | Abe und Mawruss   | Broadway                 |
| 1916–1917 | Shirley Kaye      | Broadway                 |
| 1917      | On with the Dance | Broadway                 |
| 1918–1919 | Remnant           | Broadway                 |
| 1925–1926 | No, No, Nanette   | Broadway, Kostümaufsicht |